# Marshall (Illinois)
Marshall es una ciudad ubicada en el condado de Clark en el estado estadounidense de Illinois. En el Censo de 2010 tenía una población de 3933 habitantes y una densidad poblacional de 406,14 personas por km².

## Geografía
Marshall se encuentra ubicada en las coordenadas 39°23′58″N 87°41′29″O / 39.39944, -87.69139. Según la Oficina del Censo de los Estados Unidos, Marshall tiene una superficie total de 9.68 km², de la cual 9.64 km² corresponden a tierra firme y (0.43%) 0.04 km² es agua.

## Demografía
Según el censo de 2010, había 3933 personas residiendo en Marshall. La densidad de población era de 406,14 hab./km². De los 3933 habitantes, Marshall estaba compuesto por el 98.32% blancos, el 0.15% eran afroamericanos, el 0.13% eran amerindios, el 0.48% eran asiáticos, el 0% eran isleños del Pacífico, el 0.48% eran de otras razas y el 0.43% pertenecían a dos o más razas. Del total de la población el 1.2% eran hispanos o latinos de cualquier raza.